# Crisis Hotline: Veterans Press 1
Crisis Hotline: Veterans Press 1 ist ein US-amerikanischer Dokumentar-Kurzfilm von Ellen Goosenberg Kent aus dem Jahr 2013. Der Film zeigt Mitarbeiter der staatlichen Krisenhotline für US-amerikanische Kriegsteilnehmer bei ihrer täglichen Arbeit. Der Filmtitel ist an den Namen und einen Teil der Notfallnummer der 24-Stunden-Hotline angelehnt.
Der Dokumentarfilm wurde erstmals am 11. November 2013 vom US-amerikanischen Fernsehsender Home Box Office ausgestrahlt. Crisis Hotline: Veterans Press 1 erhielt 2015 in der Kategorie Bester Dokumentar-Kurzfilm einen Oscar.

## Inhalt
Der Film zeigt die Mitarbeiter der staatlichen Krisenhotline bei ihrer Tätigkeit. Kontaktiert von Veteranen oder deren Familienangehörige, versuchen sie die Ursachen der emotionalen Not zu ergründen und zu lindern. Der Zuschauer hört dabei nie die Stimme der Hilfesuchenden; die Dokumentation beschränkt sich auf die Darstellung der Mitarbeiter der Krisenhotline.
Regelmäßig werden Interventionen notwendig, um die Pläne für suizidales Handeln oder Gewalttaten zu vereiteln. Die Anrufer wenden sich oftmals erst in emotionalen Ausnahmezuständen, tiefer Verzweiflung oder fehlgeleiteter Aggression an die Einrichtung. Soweit erforderlich, werden Rettungskräfte, Sanitäter oder die Polizei zum Schutz der Hilfesuchenden oder ihres Umfeldes hinzugezogen.
Die besondere Herausforderungen und Belastungen der Arbeit für das Krisentelefon werden durch Gespräche der Kollegen untereinander deutlich.

## Hintergrund
Das staatliche Notfall-Telefon für Kriegsveteranen wurde vom Kriegsveteranenministerium der Vereinigten Staaten initiiert und durch die Veterans Health Administration finanziert. Die Einrichtung wurde geschaffen, da seit dem Jahr 2001 mehr US-amerikanische Kriegsteilnehmer Suizid begangen haben, als in den Kämpfen im Irak und in Afghanistan getötet worden sind. Eine zweijährige Studie der Veterans Health Administration aus dem Jahr 2010 zeigt, dass die Selbstmordrate ehemaliger Kriegsteilnehmer inzwischen auf 20 % angestiegen ist.
Seit dem Start der Einrichtung im Jahr 2007 wurden über 1,35 Millionen Anrufe durch Mitarbeiter der Hotline beantwortet. Das Angebot wurde im Jahr 2009 um einen Online-Chat-Service, der bisher ca. 192.000 Mal genutzt wurde, und einen SMS-Dienst ergänzt. Die Mitarbeiter der Krisenhotline sind speziell für ihre Aufgabe geschult und rekrutieren sich zum Teil aus ehemaligen Kriegsteilnehmern.
Die 9-monatigen Dreharbeiten fanden am Standort der Einrichtung, dem Canandaigua VA Medical Center in der Stadt Canandaigua, Ontario County im Bundesstaat New York in den Jahren 2012 und 2013 statt.
Crisis Hotline: Veterans Press 1 wurde von Home Box Office in Zusammenarbeit mit der Organisation Iraq and Afghanistan Veterans of America produziert und ist bisher ausschließlich über Angebote des US-amerikanischen Senders HBO zugänglich.

## Kritik
The Hollywood Reporter schrieb, Ellen Goosenberg Kent und Dana Perry sei es gelungen, einen „tiefen Einblick in das vieldiskutierte Thema der psychischen Gesundheit der Kriegsveteranen“ zu geben. Die „intelligente Aufbereitung einiger Telefonanrufe und eine handvoll Statistiken“ lasse „die Hintergründe der seelichen Narben“ deutlich werden.
A. O. Scott von der New York Times lobte Crisis Hotline: Veterans Press 1 als „ausgefeilt, entschlossen und aktuell“, es vermittle „ohne zu manipulieren starke, klare Gefühle“. Der Dokumentarfilm sei einer „der wenigen seiner Art, die die Aufmerksamkeit auf ein bestimmtes Problem lenken“ würde.